# Mythopoeic Society
La Mythopoeic Society (généralement abrégé MythSoc) est une organisation à but non lucratif, vouée à l'étude de la mythopoeia, de la fantasy et la littérature mythologique. Le groupe se focalise principalement, mais pas exclusivement, sur les travaux de Tolkien, Charles Williams et C. S. Lewis, tous trois membres des Inklings, ce groupe informel d'écrivains qui se réunissaient de façon hebdomadaire chez C. S. Lewis au Magdalen College d'Oxford, entre les années 1930 et 1950.

## Historique
La Mythopoeic Society est fondée en 1967 par Glen H. Goodknight. À l'origine, elle était composée de groupes de discussion basés à Los Angeles et ses environs, puis s'est étendue à l'ensemble de l'Amérique du Nord. En 1972, elle est assimilée à la Tolkien Society américaine. L'adhésion est ouverte à toute personne qui lit, étudie ou écrit dans les genres du mythe ou de la fantasy.

## Publications
Trois périodiques sont édités par la Mythsoc :
- Mythprint, une lettre d'information mensuelle, contenant des activités de l'association, des revues de livres et d'articles, etc.
- Mythlore, journal bisannuel, contenant des articles avec comité de relecture, sur les mythes, le fantastique, etc.
- The Mythic Circle, une collection de fiction et poésie, publié annuellement.

En plus de ces publications, la Mythsoc possède une maison d'édition, The Mythopoeic Press, qui propose de publier des ouvrages sur et d'auteurs de littérature mythopoéique et fantastique, spécialement au sujet des Inklings. 

## Activités
L'association parraine des groupes de discussion locaux à travers les États-Unis, et organise une conférence annuelle l'Annual Mythopoeic Conference, plus connue sous le nom de  Mythcon, qui se déroule généralement sur le campus d'une université nord-américaine. La Mythcon XX s'est déroulée à Vancouver, en Colombie-Britannique en 1989. En 1992, la Mythcon XXIII s'est déroulée au Keble College, à Oxford en Angleterre, dans le cadre de la J.R.R. Tolkien Centenary Conference, co-organisée par la Tolkien Society. De même, la Mythcon XXXVI de 2005 se déroulait à l'université Aston de Birmingham combinée avec le cycle de conférence Tolkien 2005 - 50 Years of The Lord of the Rings, organisée par la Tolkien Society. 

## Mythopoeic Awards
Depuis 1971, la Mythopoeic Society accorde annuellement des récompenses à des œuvres remarquables au travers de ses prix Mythopoeic. En 1991, l'award annuel est divisé en deux catégories, le Mythopoeic Fantasy Award for Adult Literature et le Mythopoeic Fantasy Award for Children’s Literature.
Le Mythopoeic Scholarship Award in Inklings Studies récompense un ouvrage ayant pour sujet J. R. R. Tolkien, C. S. Lewis, et/ou Charles Williams, qui apporte une contribution significative à l'étude des Inklings. Le Mythopoeic Scholarship Award in Myth and Fantasy Studies est donné à un ouvrage d'études sur d'autres auteurs qui suivent la tradition des Inklings, ou des ouvrages plus généraux sur les thèmes du mythe et de la fantasy.